# Sahira Sharif
Sahira Sharif, es una política afgana que fue elegida para representar a la provincia de Jost en la Cámara del Pueblo, Wolesi Jirga de Afganistán, en los períodos 15 y 16 de la Cámara de Representantes.

## Biografía
Sahira Sharif estudió una licenciatura de ciencias de la educación en 1985 y un máster en 1991 en la Universidad de Kabul. Enseñó como voluntaria en la Universidad de Jost y ha publicado 5 libros sobre el papel político, cultural y económico de la mujer en la historia de Afganistán.Conocida activista por los derechos de la mujer , exlíder de Hezbi Islami, se presentó en 2005 como candidata independiente y se creía que apoyaba al gobierno de Hamid Karzai. Durante las elecciones presidenciales de 2009, apoyó a Ashraf Ghani. En 2010 en las elecciones parlamentarias afganas , se presentó en la provincia de Jost como independiente.
Sahira Sharif como miembro del parlamento se sentó en el Comité de Educación. Además de fundar Mirman Baheer, una sociedad literaria que se reúne en secreto en todo Afganistán.